# Híres kiskunfélegyháziak listája
Ezen a listán azon ismert személyek névsora olvasható, akik Kiskunfélegyháza városában születtek, vagy más módon köthetők a városhoz.

### Híres kiskunfélegyháziak
- Átányi Molnár László színész, színikritikus, író, publicista, színházi szakíró, színészpedagógus, akadémiai tanár
- Bach Kata színésznő
- Balogh Erika színművésznő
- Báthori Béla atlétikai szövetségi kapitány, szakíró, edző, egyetemi docens, testnevelőtanár
- Begyik Tibor iparművész, kegytárgyrestaurátor, író. Szül: KKfháza 1946. anyja neve: Eszik Anna
- Bense Zoltán hegymászó, földrajztanár
- Berkes Ferenc újságíró, politikus
- Bregyán Péter színész
- Boczonádi Szabó Imre színész, dal- és zeneszerző, a méhészet nagy hatású úttörője
- Boczonádi Szabó József 1848-49-ben honvédőrnagy, később a Ludovika Akadémia parancsnoka
- Csenki Attila humorista (stand-up comedy-s)
- Eszik Alajos festő, grafikus, illusztrátor
- Falu Tamás költő
- Fazekas Tamás belgyógyász, kardiológus
- Fekete János pedagógus, helytörténész
- Fekete Róbert (labdarúgó) labdarúgó, kapus
- Felber Gabriella opera-énekesnő
- Frank György sebészorvos, az orvostudományok kandidátusa (1957)
- Gubcsi Lajos költő
- Guttmann Mihály rabbi
- Gyenes Károly televíziós szerkesztő, riporter
- Holló László festőművész
- Horváth Péter fotóművész
- Horváth Zoltán jogász, helyi politikus és lapszerkesztő, mártír országgyűlési képviselő
- Huszka József néprajzkutató
- Ihász Aladár színész, rendező, drámaíró
- Julesz Miklós orvos, belgyógyász, endokrinológus, az MTA tagja
- Kátai Róbert énekes
- Kelemen László pszichológus
- Keresztesi Béla (1922–2001) erdőmérnök, az MTA tagja
- Király Zoltán politikus
- Kiss Jenő építészmérnök
- Kisznyér Sándor válogatott labdarúgó
- Kohut Sándor rabbi
- Kovács Béla szónok
- Kovács Ferenc (1926–1990) kétszeres Munkácsy-díjas szobrászművész
- Kovács Klaudia válogatott labdarúgó, kapus
- Kutasi László válogatott labdarúgó, balhátvéd, edző, a „diósgyőri aranycsapat” tagja
- Lederer Sándor közgazdasági író
- Magyari Béla űrhajós
- Messzi István súlyemelő
- Mizsei György olimpiai bronzérmes magyar ökölvívó
- Móczár József közgazdász, egyetemi tanár, az MTA doktora
- Móra Ferenc író, költő, régész
- Móra István író, költő
- Nánási László, Bács-Kiskun megye volt főügyésze, jogtörténész
- Nemény Vilmos közgazdász
- Orbán Attila festő, a Magyar Festők Társaságának egyik alapítója
- Öveges Enikő nyelvész
- Petőfi Sándor a hivatalos álláspont szerint ugyan nem itt született, de gyermekkorát itt töltötte, és nagy hatással volt rá a város; félegyházinak érezte és vallotta magát.
- Pintér Zoltán katona, a Magyar Légierő parancsnok-helyettese
- Réczi László olimpiai bronzérmes magyar birkózó
- Rothman Lenke illusztrátor, díszlettervező
- Seress Zoltán színművész
- Simonyi Tibor történész, író
- Sulyok Tamás alkotmányjogász, a harmadik Magyar Köztársaság hetedik köztársasági elnöke
- Szabó Vera portrészobrász
- Szántó Piroska festő, grafikus
- Szűcs Csaba magyar atléta
- Tabajdi Csaba közgazdász, diplomata, szocialista politikus
- Tarjányi István hegymászó
- Ted Clever író
- Tóth Csaba orvos, sebész-urológus
- Vadász László magyar sakkozó, sakknagymester
- Varga Béla sebész, kötöttfogású birkózó
- Vass Ferenc magyar labdarúgó
- Vécsei László orvos, neurológus
- Vízhányó László labdarúgó-játékvezető
- Zalai-Gaál István régész.
- Zsivótzky Gyula olimpiai bajnok magyar atléta
- Mika M. Weiss rabbi[1]